# 郡元站
郡元站（日语：／ Kōrimoto eki */?）是位於日本鹿兒島縣鹿兒島市唐湊，屬於九州旅客鐵道指宿枕崎線的鐵路車站。

## 車站設備
本站為擁有側式月台1面1線的鐵路車站，在開業初時為無人車站。站內設有自動售票機。

## 主要設施
- JR九州鹿兒島綜合車廠
- 日本煙草產業鹿兒島工場舊地：預定遷移到鹿兒島市立病院附近。
- 鹿兒島社會保險事務所
- 鹿兒島大學郡元校園
- 鹿兒島大學教育學部附屬小學
- 鹿兒島大學教育學部附屬中學
- 鹿兒島大學學生宿舍
- 唐湊幼稚園
- 唐湊公民館
- 鹿兒島少年鑑別所
- 鹿兒島純心女子短期大學、高等學校、中學
- 鹿兒島市立中郡小學。
- 鹿兒島市交通局純心学園前站
- JJ-club100鹿兒島店：綜合娛樂設施
- Wライブ（食品超市）
- 株式會社カクイックス工場
- Seika 食品工場
- 唐湊溫泉
- 市營郡元墓地

## 利用状況[2]
| 年度   | 日平均 搭車人數 |
| ------ | --------------- |
| 2000年 | 1,068           |
| 2001年 | 1,047           |
| 2002年 | 1,099           |
| 2003年 | 1,115           |
| 2004年 | 1,137           |
| 2005年 | 1,115           |
| 2006年 | 1,066           |
| 2007年 | 1,046           |
| 2008年 | 1,032           |
| 2009年 | 1,076           |
| 2010年 | 1,063           |
| 2011年 | 1,032           |
| 2012年 | 1,068           |
| 2013年 | 1,126           |
| 2014年 | 1,054           |
| 2015年 | 1,055           |
| 2016年 | 1,079           |
| 2017年 | 1,105           |
| 2018年 | 1,117           |

## 历史
- 1986年（昭和61年）12月1日 - 開業。
- 2005年（平成17年）10月1日 - 由無人站改為有人站。

## 相鄰車站
九州旅客鐵道
指宿枕崎線
■快速「油菜花」、■普通
鹿兒島中央－郡元－南鹿兒島

## 外部連結
- 郡元車站 （页面存档备份，存于）（日語）